# Vuurtoren van Le Crotoy
De Vuurtoren van Le Crotoy (Frans: Phare du Crotoy) is een vuurtoren in de tot het departement Somme behorende stad Le Crotoy in Frankrijk.

## Geschiedenis
In 1851 werd een vuurtoren gebouwd, die echter in 1944 door oorlogshandelingen werd vernietigd.
Een nieuwe vuurtoren werd in 1948 gebouwd. Het is een 11 meter hoog bouwwerk, bestaande uit een platform dat rust op drie wijd uit elkaar staande betonnen poten. Het is een automatisch lichtbaken dat bereikbaar is via een buitentrap.